# Gladiatore (Melvin Potter)
Il Gladiatore (Gladiator), il cui vero nome è Melvin Potter, è un personaggio dei fumetti, creato da Stan Lee (testi) e John Romita Sr. (disegni), pubblicato dalla Marvel Comics. La sua prima apparizione avviene in Daredevil (Vol. 1) n. 18 (luglio 1966).
Costumista mentalmente instabile proprietario dello "Spotlight Costume Shop" nel Lower East Side di New York, Melvin Potter, noto come il Gladiatore, è stato uno dei primi e più ricorrenti avversari di Devil per poi riabilitarsi e divenire suo strenuo sostenitore e alleato.

## Biografia del personaggio

### Origini
Nato nel Lower East Side, New York, Melvin Potter, prodigio della sartoria, diviene un costumista e apre una bottega chiamata "Spotlight Costume Shop" sviluppando, col tempo, un forte astio per tutti i supereroi in quanto convinto che con un costume dotato di poteri chiunque possa trasformarsi in un paladino del bene o in uno strumento del male. Quando un giorno Foggy Nelson gli commissiona un costume da Devil al fine di convincere Karen Page di essere il supereroe, Potter approfitta della situazione e (sperando di attirare allo scoperto il vero Devil) propone all'avvocato una messinscena per far colpo sulla ragazza attirandola al porto e facendola assistere a uno scontro tra Foggy col costume di Devil e Potter con un suo supercostume. Presentatosi come il "Gladiatore" tuttavia, il sarto mette subito KO Foggy e, successivamente, affronta il vero Devil venendo neutralizzato e arrestato.

### Supercriminale
La sera stessa del suo arresto, sulla strada per il carcere, viene fatto evadere dagli uomini del Predone Mascherato, che lo convince a collaborare con lui per sconfiggere il "Diavolo di Hell's Kitchen" sperando di impressionare il Maggia ed entrare nelle loro file tuttavia, dopo il fallimento del loro piano, è il Gladiatore a venire ammesso nel Maggia invece del Predone, poiché i capi del cartello criminale sono rimasti impressionati dalla sua tenacia durante lo scontro. Dopo aver nuovamente affrontato Devil come membro degli Emissari del male di Electro, il Gladiatore collabora con Madame Masque e assale le Stark Industries affrontando Iron Man.
Dopo aver tentato nuovamente di uccidere Devil da solo in un altro paio di occasioni, il Gladiatore si allea prima con Death-Stalker e poi con lo Scarabeo venendo poi controllato mentalmente dall'Uomo Porpora. Resosi infine conto della sua instabilità mentale, Melvin Potter decide di abbandonare il crimine e inizia una terapia riabilitativa con l'assistente sociale Betsy Beatty, che sposa poco dopo.

### Redenzione
Deciso a rigare dritto, il Gladiatore combatte insieme a Devil e Elektra contro la Mano, dopodiché collabora con l'Uomo Ragno per arrestare tre rapinatori e, dopo essere stato costretto dal Kingpin a realizzare un costume da Devil per un suo sicario, torna a vestire i panni del Gladiatore per scoraggiare un ragazzo problematico dall'intraprendere la via del crimine. Nel frattempo divorzia da Betsy, si risposa con una donna di nome Li Ling e ha una figlia, Melanie. Successivamente costretto ad affrontare nuovamente Devil su ricatto dell'anziano gangster Alexander Bont, Potter viene sconfitto da Tigre Bianca e nuovamente imprigionato.
Anni dopo l'uomo viene manipolato da Mister Fear tramite tossine che lo portano ad assassinare altri detenuti e secondini per poi evadere e iniziare un massacro a Chinatown attaccando Matt Murdock e sua moglie Milla venendo sconfitto e nuovamente arrestato. Una volta in cella l'uomo realizza quanto compiuto e tenta il suicidio sbattendo la testa contro la parete ma viene soccorso per tempo e sedato.

## Poteri e abilità
Il Gladiatore non possiede alcuna capacità sovrumana, ma è comunque dotato di una forza fisica e di un'agilità straordinarie oltre a essere un esperto di combattimento corpo a corpo e, soprattutto, un geniale designer di costumi o armature, capace di progettarne e realizzarne in poche ore a prescindere dalla loro elaboratezza e complessità.
Il supercostume che indossa è costituito di una fibra resistentissima e dispone di un elmetto metallico completo di generatore di ossigeno per respirare sott'acqua e un arsenale composto da lame in lega di tungsteno ai lati degli stivali e scudi da polso-lame rotanti nello stesso materiale dotati di motori transistorizzati utilizzabili anche per essere lanciati a lungo raggio.

## Altre versioni

### House of M
Nella realtà alternativa di House of M, Melvin Potter è un sicario del Kingpin.

### Ultimate
Nell'universo Ultimate, il Gladiatore è un supercriminale folle ossessionato da Nurhaci e nemico di Spider-Man.

## Altri media

### Televisione
- Melvin Potter, interpretato da Matt Gerald[26], compare nella serie televisiva MCU Daredevil. In tale versione è raffigurato come un idiot savant con brillanti doti da progettista costretto a lavorare per Fisk sotto la minaccia di fare del male alla donna che ama, Betsy. Potter realizza il costume di Daredevil dopo che questi gli promette di servirsene per sistemare Fisk.

### Letteratura
Melvin Potter compare nel romanzo del 1996 di Christopher Golden Daredevil: Predator's Smile.